# Georgi Kałojanczew
Georgi Todorow Kałojanczew (bułg. Георги Тодоров Калоянчев, ur. 13 stycznia 1925 w Burgasie, zm. 18 grudnia 2012 w Sofii) – bułgarski aktor.

## Życiorys
W 1951 zadebiutował w filmie. Od 1952 do 1957 występował w Teatrze Narodowym w Sofii, a od 1957 w sofijskim Teatrze Satyry. Grał teatralne role komediowe i charakterystyczne, m.in. Arturo Ui w Karierze Artura Ui Brechta, Priipkina w Pluskwie i Wełosipedkina w Łaźni Majakowskiego, Chlestakow w Rewizorze Gogola i Baj Ganio w Syndromie bałkańskim Stratiewa. Jego ważniejsze role filmowe to: Spiro w Specu od wszystkiego (1962), Inspektorat w Inspektorze i nocy (1963) i tytułowa rola w filmie Baj Ganio Iwana Niczewa.